# Resolution Island (Nunavut)
Resolution Island ist eine unbewohnte Insel im Norden Kanadas südöstlich der Baffininsel gelegen. Administrativ gehört sie zur Region Qikiqtaaluk des Territoriums Nunavut.

## Geographie
Resolution Island liegt im südwestlichen Bereich der Davisstraße am Eingang der Hudson Bay und rund 30 km südöstlich der Südostspitze der Baffininsel. Die Insel ist 50 km lang, bis zu 32,3 km breit und weist eine Fläche von 1015 km² auf, was sie zur viertgrößten Nachbarinsel der Baffininsel macht. Nördlich von Resolution Island liegt – durch die 3,8 km breite Graves Strait getrennt – das 287 km² große Edgell Island. Die Landschaft der hügeligen und bis zu 488 m hohen Insel ist geprägt von mit vielen kleinen Seen und Teichen durchsetzter Tundra.

## Geschichte
Die Insel wurde für die westliche Welt bereits am 2. Juli 1576 von Martin Frobisher entdeckt und von ihm später auch betreten. Erneut aufgesucht wurde die Insel im Juni 1631 von Thomas James. Von 1954 bis 1973 betrieben die USA im Zuge des Kalten Krieges eine Distant Early Warning Line auf Resolution Island. Ende der 1980er Jahre wurden dort Umweltverschmutzungen, unter anderem mit Polychlorierten Biphenylen (PCB), entdeckt; seit 1997 läuft im Rahmen des Resolution Island Remediation Projects des Department of Indian Affairs and Northern Development die Dekontamination der Böden.